# 爱国学社
爱国学社，是中国清朝末年中国教育会设立于上海的一所近代学校。
清光绪二十八年（1902年），上海南洋公学部分学生抗议校方压制自由思想，愤而退学。11月21日，中国教育会决定建立爱国学社，以帮助这些学生继续接受教育。校址设于泥城桥福源里，蔡元培任学校总理，吴敬恒为学监，黄炎培、章太炎等人义务执教。此后又设立爱国女学，接受女学生接受教育，为中国首座近代女校。
学校为两年制，设立国文、数学、历史、地理、英语、日语、物理、化学、心理学、法律、体操等科目。学校提倡民主思想，以章太炎为首的许多教师反对清朝的专制统治。1903年南京陆师学堂发生学潮，以章士钊为首的四十多名学生宣布退学，受到爱国学社的欢迎，转入爱国学社就学。章士钊来沪后，于5月27日出任《苏报》主笔，爱国学社学员遂积极为苏报撰文，推动了革命思想的普及。
1903年6月，苏报案发，爱国学社亦受牵连，被迫解散，爱国女学则继续存在到1908年。